# 呂懷健
呂懷健（1499年—1555年），字思順，號乾齋，錦衣衛軍籍，直隸揚州府泰州人，明朝政治人物。

## 生平
嘉靖七年（1528年）戊子科順天府鄉試第九十一名舉人，嘉靖十一年（1532年）壬辰科會試第二百五十三名，第三甲第一百七十八名進士。觀吏部政，次年授金華府推官，十七年陞大理寺評事，晋寺副，二十一年升河南僉事，改山東，以考察去职。嘉靖三十四年卒，享年五十七。

## 墓葬
北京市海淀区北京大学院内出土其墓志铭。孙铤撰，崔学履正书，王汝言篆盖，张琚刻。

## 家族
曾祖呂清；祖呂洪，序班贈刑部郎中；父呂傑，弘治庚戌進士，撫州知府；前母陳氏（贈宜人）；母馬氏（封宜人）。慈侍下。兄懷秀。弟懷德。子薦；萌；萃。